# Józefa Chudzyńska

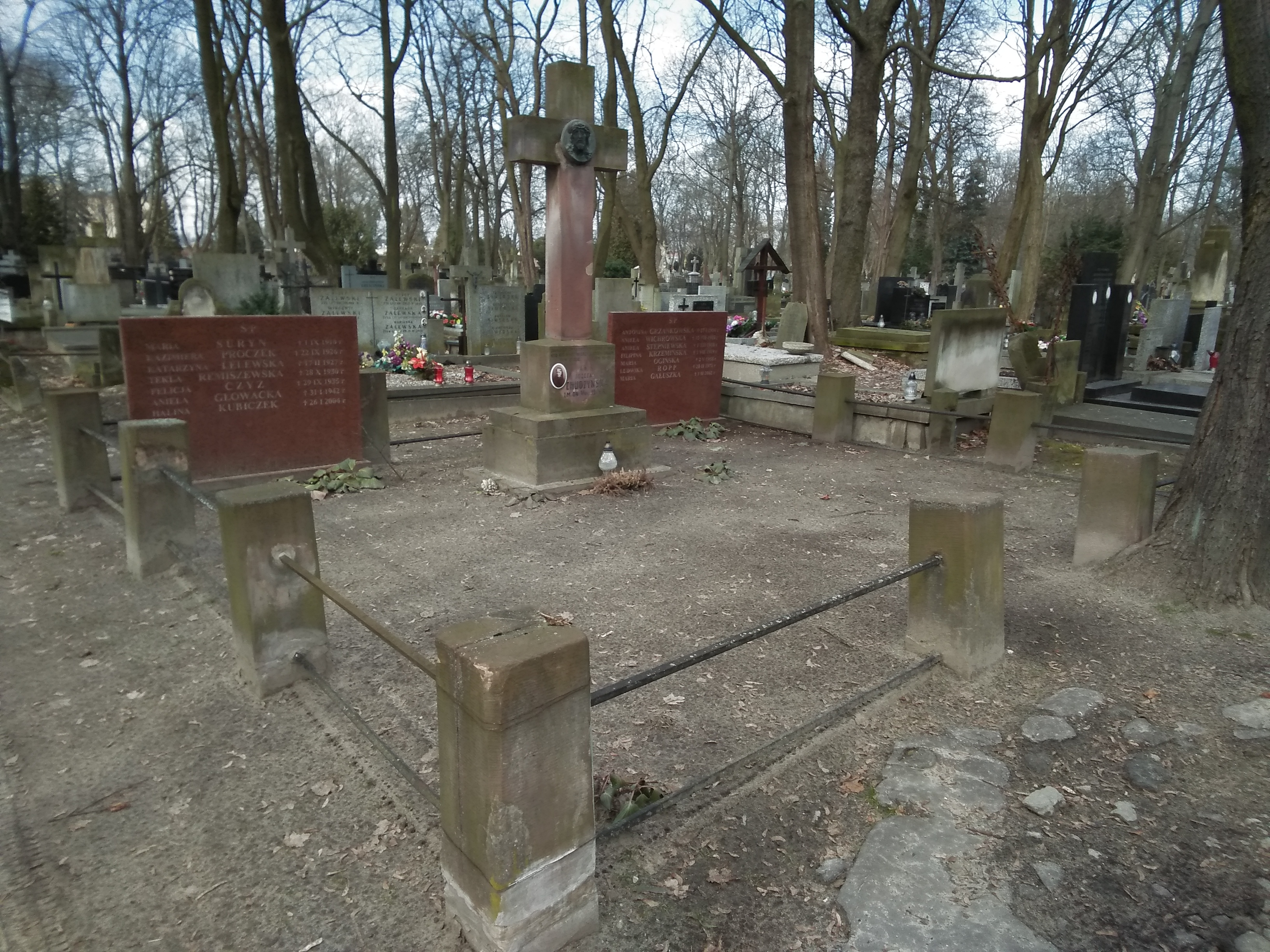
Grób Józefy Chudzyńskiej na cmentarzu Powązkowskim

Józefa Julia Chudzyńska, imię zakonne: Maria od Krzyża (ur. 25 marca 1838 w Łucznicy, zm. 3 czerwca 1914 w Warszawie) – liderka duszpasterstwa, mistrzyni sióstr oraz założycielek zgromadzeń honorackich, współzałożycielka Instytutu Świeckiego Służebnic Najświętszego Serca Jezusa – Posłanniczek Maryi.

## Życiorys
Była dwunastym i ostatnim dzieckiem Antoniego Chudzyńskiego i Zofii z domu Ostrowskiej.
Rodzice wysłali Ją do Warszawy na pensję do Pani Sławińskiej, aby zdobyła wykształcenie.
W wieku 22 lat – po śmierci Rodziców, zamieszkała u swojego brata w Zakroczymiu.Tam pod kierownictwem błogosławionego O.Honorata Koźmińskiego 2 lutego 1874 roku wraz z dwiema dziewczętami: Bogusławą Arndt i Antoniną Szumską, złożyła akt oddania swojego życia Bogu i przyjęła imię Maria od Krzyża.
Ten dzień jest uznawany za początek powstania Instytutu Świeckiego Służebnic Najświętszego Serca Jezusa.
Józefa prowadziła konferencje dla sióstr, otaczała opieką kobiety pracujące oraz dbała o dożywianie sierot.
30 czerwca 1910 roku z powodu problemów ze zdrowiem zrezygnowała z urzędu przełożonej.
Zmarła 3 czerwca 1914 roku w Warszawie i została pochowana na cmentarzu Powązkowskim w Warszawie (kwatera 282-1/2-25).